# Шарапов, Виктор Васильевич
Ви́ктор Васи́льевич Шара́пов (17 марта 1931, Москва — 5 ноября 2019) — советский и российский журналист, генерал-майор КГБ в отставке. Чрезвычайный и полномочный посол СССР (26 февраля 1988).
Соратник Ю. В. Андропова.
Член ЦРК КПСС (избирался на XXVII съезде КПСС (1986)).
Депутат Верховного Совета РСФСР от Ливенского избирательного округа Орловской области (избирался в 1985 году).

## Биография
Родился в семье выходцев из крестьян Тульской области.
Окончил китайское отделение Московского института востоковедения, где учился в 1949—1954 годах, страновед по Китаю. Познакомился там с Юлианом Семёновым и Евгением Примаковым.
Затем работал в международном отделе редакции газеты «Красная звезда». Член КПСС с 1958 года.
В 1959—1960 годах сотрудник журнала «Дружба», издававшегося в Пекине для советских читателей.
С 1961 по 1971 год корреспондент газеты «Правда» в Китае. 
Работал по китайскому направлению в отделе социалистических стран ЦК КПСС, возглавляемом Ю. В. Андроповым.
В мае 1971 года стал помощником председателя КГБ Ю. В. Андропова.
С мая 1982 года помощник секретаря ЦК КПСС, генерального секретаря ЦК КПСС с декабря 1982 года Ю. В. Андропова. После смерти Андропова в 1984 году был помощником сначала Черненко, затем Горбачёва.
С 26 февраля 1988 по 22 апреля 1992 года был последним чрезвычайным и полномочным послом СССР и первым послом Российской Федерации в Болгарии.
В 1992—2019 годах — президент Общероссийской общественной организации «Союз друзей Болгарии».
Умер в 2019 году. Похоронен на Троекуровском кладбище.
Жена: Шарапова (Самойлова) Юлия Александровна (1930—?) — учитель географии. Сын: Шарапов Александр Викторович (1956—2000) — дипломат, китаист, умер от рака.

## Награды
- Орден «Знак Почёта»
- Орден Трудового Красного Знамени
- Орден Дружбы народов
- Орден Красной Звезды
- Орден Народной Республики Болгария
- Медаль «Китайско-советская дружба»

## Сочинения
В. Шарапов автор трёх книг в соавторстве с Ю. Жуковым:
- «Вьетнам, 1965. Из записных книжек журналистов» — М., 1965.
- «Отпор. Записки специальных корреспондентов „Правды“ в Демократической Республике Вьетнам. 1965—1966» — М., 1966.
- «Народ на войне. Вьетнамский дневник» — М., 1972.